# Політичні партії Грузії
У цій статті перераховані політичні партії в країні Грузія.

## Парламентські партії
| Партія | Партія                                                             | Ідеологія | Голова                  | Дата заснування | Місця на парламентських виборах у Грузії 2020 року | Депутати місцевих рад | Політична позиція | Альянс         |
| ------ | ------------------------------------------------------------------ | --- | ----------------------- | --------------- | -------------------------------------------------- | --------------------- | ----------------- | -------------- |
|        | Грузинська мрія ქართული ოცნება                                     | багатовекторність русофільство пан'європеїзм соціал-демократія центризм Фракції консерватизм лібералізм популізм | Іраклі Кобахідзе        | 2012            | 74 / 150                                           | 1359 / 2068           | Лівоцентризм      |                |
|        | Єдиний національний рух ერთიანი ნაციონალური მოძრაობა               | ліберальний консерватизм, ліберальний націоналізм проєвропеїзм                                                   | Мелія Никанор Анзорович | 2001            | 23 / 150                                           | 508 / 2068            | Правоцентризм     | Сила в єдності |
|        | Для Грузії საქართველოსთვის                                         | проєвропеїзм реформізм                                                                                           | Георгій Гахарія         | 2021            | 6 / 150                                            | 113 / 2068            | Центризм          |                |
|        | Новий політичний центр — Гірчі ახალი პოლიტიკური ცენტრი - გირჩი     | Лібертаріанство проєвропеїзм                                                                                     | Яго Хвічія              | 2015            | 4 / 150                                            | 1 / 2068              | Правоцентризм     |                |
|        | Стратегія Агмашенебелі სტრატეგია აღმაშენებელი                      | Лібертаріанство проєвропеїзм                                                                                     | Георгій Вашадзе         | 2016            | 3 / 150                                            | 8 / 2068              | Центризм          | Третя влада    |
|        | Європейські соціалісти ევროპელი სოციალისტები                       | | Pridon Injia            | 2021            | 3 / 150                                            | 5 / 2068              | Лівоцентризм      |                |
|        | Держава для народу სახელმწიფო ხალხისთვის                           | Християнська демократія проєвропеїзм                                                                             | Ніка Мачутадзе          | 2016            | 3 / 150                                            | 0 / 2068              | Правоцентризм     | Сила в єдності |
|        | Лело для Грузії ლელო საქართველოსთვის                               | Центризм Лібералізм Пан'європеїзм                                                                                | Мамука Хазарадзе        | 2019            | 2 / 150                                            | 27 / 2068             | Центризм          |                |
|        | Прогрес та свобода პროგრესი და თავისუფლება                         | Пан'європеїзм | Nikoloz Gvritishvili    | 2020            | 2 / 150                                            | 2 / 2068              | Центризм          | Сила в єдності |
|        | Республіканська партія Грузії საქართველოს რესპუბლიკური პარტია      | Лібералізм Пан'європеїзм                                                                                         | Khatuna Samnidze        | 1978            | 2 / 150                                            | 0 / 2068              | Центризм          | Третя влада    |
|        | Громадяни მოქალაქეები                                              | Популізм Пан'європеїзм                                                                                           | Алеко Елісашвілі        | 2020            | 2 / 150                                            | 1 / 2068              | Центризм          |                |
|        | Право і справедливість კანონი და სამართალი                         | Пан'європеїзм | Тако Чарквіані          | 2019            | 1 / 150                                            | 0 / 2068              | Правоцентризм     |                |
|        | Національно-демократична партія Грузії ეროვნულ-დემოკრატიული პარტია | Християнська демократія Пан'європеїзм                                                                            | Бачукі Кардава          | 1988            | 1 / 150                                            | 0 / 2068              | Правоцентризм     | Сила в єдності |

## Результати
|                                     | |                   |                   |                   |                   |                                |                                |                                |        |        |
| Партія                              | Партія | по єдиному округу | по єдиному округу | по єдиному округу | по єдиному округу | Місць по одномандатних округах | Місць по одномандатних округах | Місць по одномандатних округах | всього | всього |
| Партія                              | Партія | Голоси            | %                 | +/-               | Місць             | Місць по одномандатних округах | Місць по одномандатних округах | Місць по одномандатних округах | Місць  | Зміна  |
|                                     | Грузинська мрія | 928 004           | 48,22             | ▼ 0,62            | 60                | 30                             | 30                             | 30                             | 90     | ▼25    |
|                                     | Сила в єдності - Єдиний національний рух - Республіканська партія Грузії - Держава для народу - Європейські демократи - Прогрес та свобода | 523 127           | 27,18             | ▲ 0,03            | 36                | 0                              | 0                              | 0                              | 36     | ▲ 9    |
|                                     | Європейська Грузія | 72986             | 3,78              | -                 | 5                 | 0                              | 0                              | 0                              | 5      |        |
|                                     | Лело для Грузії | 60 712            | 3,15              | -                 | 4                 | 0                              | 0                              | 0                              | 4      |        |
|                                     | Стратегія Агмашенебелі[en] | 60 671            | 3,15              | -                 | 4                 | 0                              | 0                              | 0                              | 4      |        |
|                                     | Альянс патріотів Грузії | 60 480            | 3,14              | ▼ 1,87%           | 4                 | 0                              | 0                              | 0                              | 4      | ▼ 2    |
|                                     | Гірчі | 55 598            | 2,89              | -                 | 4                 | 0                              | 0                              | 0                              | 4      |        |
|                                     | Громадяни[ka] | 25 508            | 1,29              | ▲ 0,69            | 2                 | 0                              | 0                              | 0                              | 2      |        |
|                                     | Лейбористська партія | 19314             | 1,00              | ▼2,14             | 1                 | 0                              | 0                              | 0                              | 1      |        |
|                                     | Демократичний рух - Єдина Грузія | 16 286            | 0,85              | ▼2,68             | 0                 | 0                              | 0                              | 0                              | 0      |        |
|                                     | Інші партії | 101 669           | 5,35              | -                 | 0                 | 0                              | 0                              | 0                              | 0      | ▲1     |
| Всього                              | Всього | 1 924 355         | 100               | —                 | 120               | 30                             | 30                             | 30                             | 150    | 0      |
|                                     | |                   |                   |                   |                   |                                |                                |                                |        |        |
| Загальна кількість виборців та явка | Загальна кількість виборців та явка | 3513884           | 56,11             | ▲ 4,17            |                   |                                |                                |                                |        |        |